# 太陽 (中村一義のアルバム)
『太陽』（たいよう）は、中村一義の2枚目のオリジナルアルバム。1998年11月18日にマーキュリー・レコードから発売された。

## 概要
- 前作『金字塔』以来、約1年半ぶりに発売されたアルバムである。
- 仲井戸 "CHABO" 麗市や曽我部恵一らがゲストとして参加している。

## 収録曲
特記なきものは作詞・作曲・編曲：中村一義
1. 魂の本
2. あえてこそ
3. 春
4. 再会
作詞：中村一義、佐内正史
5. ゆうなぎ
ストリング&ホルン・アレンジ：重実徹
6. 日の出の日
7. 夏
8. そこへゆけ
9. 晴れたり、曇ったり
「笑顔」のカップリング曲。
10. 秋
11. 歌
12. 笑顔
ストリングス・アレンジ：重実徹
13. 生きている
ストリングス・アレンジ：重実徹
14. 冬
15. いつも二人で
作詞：早苗、中村一義　編曲；中村一義、KYON

## 参加ミュージシャン
- 中村一義 - ボーカル、コーラス、全ての楽器
- 高野寛 - ギター (#01, 04, 05, 09, 12)
- 仲井戸 "CHABO" 麗市 - ギター (#02)
- 名越由貴夫 - ギター (#06)
- 曽我部恵一 - ギター (#11)
- 沖山優司 - ベース (#04, 05, 13)
- 伊藤直樹 - ドラムス (#04, 05, 06, 08, 09, 12, 13)
- 朝本浩文 - オルガン、エレクトリックピアノ、アナログシンセサイザー (#01, 04, 13)
- 細海魚 - オルガン、エレクリックピアノ (#02, 06, 08, 11)
- 重実徹 - アコースティックピアノ、チェンバロ、オルガン (#05, 12)
- KYON - アコースティックピアノ (#15)
- 加藤ジョー・ストリングス - ストリングス (#05)
- 桑原聖ストリングス - ストリングス (#12, 13)
- 藤田乙比古 - フレンチホルン (#05)
- エリック宮城 - ピッコロトランペット (#13)